# مالیولو
مالیولو (به ایتالیایی: Magliolo) یک کومونه در ایتالیا است که در استان ساونا واقع شده‌است.

## خصوصیات
مالیولو ۱۹٫۲ کیلومترمربع مساحت و ۷۷۲ نفر جمعیت دارد.